# Tác động của công nghiệp năng lượng lên môi trường

Mức tiêu thụ năng lượng sơ cấp theo các loại năng lượng phổ biến.

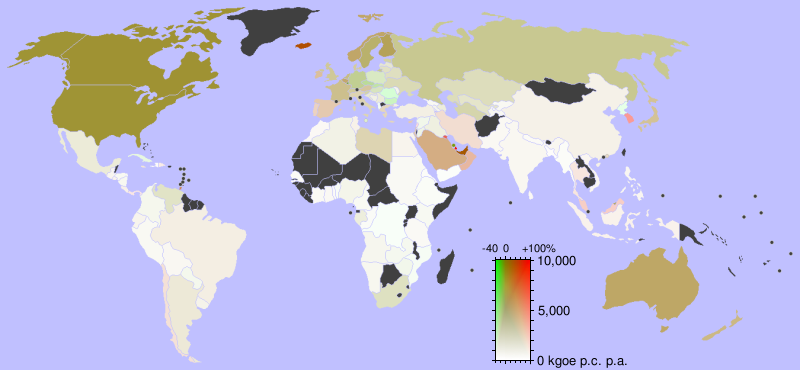
Tiêu thụ năng lượng bình quân đầu người trên một quốc gia (2001). Màu đỏ cho thấy sự gia tăng, màu xanh lá cho thấy sự giảm tiêu thụ trong những năm 1990.

Tác động môi trường của ngành năng lượng rất đa dạng. Năng lượng đã được con người khai thác trong nhiều thiên niên kỷ. Ban đầu là việc sử dụng lửa để thắp sáng, lấy nhiệt, nấu ăn và để đảm bảo an toàn, và việc sử dụng lửa có thể đã có từ ít nhất 1,9 triệu năm về trước. Trong những năm gần đây đã có xu hướng tăng cường thương mại hóa các nguồn năng lượng tái tạo khác nhau.
Các công nghệ tiến bộ nhanh chóng có khả năng một sự chuyển giao về sản xuất năng lượng, quản lý nước và chất thải, và sản xuất thực phẩm theo hướng thực hành sử dụng năng lượng và môi trường tốt hơn bằng cách sử dụng các phương pháp của hệ sinh thái và sinh thái công nghiệp.

## Vấn đề

### Biến đổi khí hậu

Nhiệt độ bề mặt trung bình toàn cầu bất thường so với những năm 1961–1990.

Giới khoa học đồng thuận rằng nóng lên toàn cầu và biến đổi khí hậu là do con người phát thải khí nhà kính, phần lớn lượng khí nhà kính này đến từ việc đốt nhiên liệu hóa thạch, nạn phá rừng cùng một số hoạt động nông nghiệp. Một nghiên cứu năm 2013 cho thấy 2/3 lượng khí nhà kính công nghiệp đến từ việc sản xuất nhiên liệu hóa thạch và xi măng của 90 công ty trên khắp thế giới (từ năm 1751 đến năm 2010, với hơn một nửa được phát thải từ năm 1986).
Mặc dù còn tồn tại sự phản đối công khai về biến đổi khí hậu, phần lớn các nhà khoa học làm việc về lĩnh vực khí hậu học đều đồng tình rằng vấn đề đến từ hoạt động của chính con người. Các báo cáo về biến đổi khí hậu của IPCC năm 2007: Ảnh hưởng của biến đổi khí hậu, sự thích ứng và tổn thương đã dự đoán rằng biến đổi khí hậu sẽ dẫn đến sự thiếu hụt về nước và lương thực cùng với đó là nguy cơ lũ lụt tăng lên, điều này sẽ ảnh hưởng đến hàng tỷ người, đặc biệt là những người đang chật vật trong sự nghèo đói.
Một thước đo khí nhà kính và so sánh giữa các ảnh hưởng ngoại lai giữa các nguồn năng lượng trong dự án ExternE của Viện Paul Scherrer và Đại học Stuttgart do Ủy ban Châu Âu tài trợ. Theo nghiên cứu này, thủy điện tạo ra lượng khí thải CO2 thấp nhất, năng lượng gió thấp thứ hai, năng lượng mặt trời thứ ba và quang điện mặt trời đứng thứ tư.
Một nghiên cứu tương tự (ExternE, Ngoại ứng năng lượng) được thực hiện từ 1995 đến 2005 chỉ ra rằng giá của việc sản xuất điện từ than đá hoặc dầu sẽ gấp đôi giá trị hiện tại, và giá sản xuất điện từ ga sẽ tăng 30% nếu các chi phí ngoại cảnh như thiệt hại đối với môi trường và sức khỏe con người, từ các hạt vật chất trong không khí, nitơ oxide, crom VI và sự phát thải asen do các nguồn này gây ra, cũng được tính đến. Cũng trong nghiên cứu này, người ta ước tính rằng những chi phí nhiên liệu hóa thạch bên ngoài, hạ nguồn chiếm 1–2% toàn bộ Tổng sản phẩm quốc nội (GDP) của EU và đây chỉ là chi phí trước khi các ngoại cảnh như nóng lên toàn cầu được tính vào. Nghiên cứu cũng chỉ ra rằng chi phí về môi trường và sức khỏe của năng lượng hạt nhân, trên một đơn vị năng lượng chuyên chở, là € 0,0019/kWh, thấp hơn so với giá của rất nhiều nguồn năng lượng tái tạo bao gồm cả chi phí sinh khối và tấm pin mặt trời quang điện, thấp hơn ba mươi lần so với mức € 0,06/kWh, hay 6 cent/kWh của than. Nguồn năng lượng có chi phí môi trường và sức khỏe ngoại cảnh liên quan thấp nhất là năng lượng gió ở mức € 0,0009/kWh.

### Sử dụng nhiên liệu sinh học
Nhiên liệu sinh học được định nghĩa là loại nhiên liệu ở thể rắn, lỏng hoặc khí được hình thành từ các hợp chất có nguồn gốc động thực vật (sinh học) như nhiên liệu chế xuất từ chất béo của động thực vật (mỡ động vật, dầu dừa...), ngũ cốc (lúa mỳ, ngô, đậu tương...), chất thải trong nông nghiệp (rơm, phân...), sản phẩm thải trong công nghiệp (mùn cưa, sản phẩm gỗ thải) v.v...
Tất cả ví dụ trên đều là các vật liệu sinh học sống và khác biệt so các loại nhiên liệu hóa thạch, thứ có nguồn gốc từ các vật liệu sinh học đã chết từ lâu. Nhiều loại cây và vật liệu có nguồn gốc từ thực vật được sử dụng để sản xuất nhiên liệu sinh học.

#### Dầu diesel sinh học
Sử dụng nhiều dầu diesel sinh học dẫn đến thay đổi sử dụng đất:
Xói mòn đất và phá rừng: Nhu cầu về nhiên liệu sinh học đã dẫn đến việc dọn sạch đất để trồng dầu cọ. Riêng ở Indonesia, hơn 38.000 km² (9.400.000 mẫu Anh) rừng được chuyển sang rừng trồng từ năm 1996.
Ảnh hưởng đến tài nguyên nước: Việc sử dụng ngày càng nhiều nhiên liệu sinh học gây áp lực ngày càng tăng đối với tài nguyên nước theo ít nhất hai cách: sử dụng nước để tưới cây trồng làm nguyên liệu sản xuất dầu diesel sinh học; và sử dụng nước trong sản xuất nhiên liệu sinh học trong các nhà máy lọc dầu, chủ yếu để đun sôi và làm lạnh.
Ô nhiễm: Dầu diesel sinh học khi đốt cũng thải ra aldehyde và các hợp chất thơm tiềm ẩn nguy cơ khác không được quy định trong luật khí thải.

#### Củi
Khai thác củi không bền vững có thể dẫn đến mất đa dạng sinh học và xói mòn do sự giảm mật độ che phủ của rừng. Một ví dụ là một nghiên cứu kéo dài 40 năm do Đại học Leeds thực hiện về các khu rừng châu Phi, chiếm một phần ba tổng số rừng nhiệt đới trên thế giới, chứng minh rằng châu Phi là một bể chứa cacbon đáng kể. Một chuyên gia về biến đổi khí hậu, Lee White khẳng định rằng "Để có được một ý tưởng về giá trị của đầm lầy, việc loại bỏ gần 5 tỷ tấn cacbon dioxide từ không khí bởi những cánh rừng nhiệt đới còn nguyên vẹn là vấn đề."
Theo Liên Hợp Quốc, lục địa châu Phi đang mất rừng nhanh gấp đôi so với phần còn lại của thế giới. "Ngày xưa, châu Phi tự hào có 7 triệu km vuông rừng nhưng một phần ba trong số đó đã bị mất, phần lớn là để cho việc đốt than."

### Sử dụng nhiên liệu hóa thạch

Phát thải cacbon hóa thạch toàn cầu theo loại nhiên liệu, 1800–2007.

Ba loại nhiên liệu hóa thạch bao gồm: than đá, dầu mỏ và khí đốt tự nhiên. Theo ước tính của Cơ quan Thông tin Năng lượng Hoa Kỳ, vào năm 2006, các nguồn năng lượng bao gồm xăng dầu 36,8%, than đá 26,6%, khí đốt tự nhiên 22,9%, chiếm 86% thị phần của nhiên liệu hóa thạch trong sản xuất năng lượng sơ cấp trên thế giới.
Trong năm 2013, việc đốt nhiên liệu hóa thạch đã tạo ra khoảng 32 tỷ tấn cacbon dioxide và khiến tình trạng ô nhiễm không khí thêm trầm trọng. Điều này gây nên chi phí ngoại cảnh 4,9 nghìn tỷ đô la Mỹ do sự nóng lên toàn cầu và vấn đề sức khỏe của con người (> 150 đô la/tấn cacbon dioxide). Cacbon dioxide là một trong những khí nhà kính làm tăng khả năng bức xạ và góp phần gây nên sự ấm lên toàn cầu, làm cho nhiệt độ bề mặt trung bình của trái đất tăng lên và các nhà khoa học khí hậu đồng thuận rằng chúng sẽ gây bất lợi lớn.

#### Than đá
Tác động môi trường của việc khai thác và đốt than rất đa dạng. Đạo luật được Quốc hội Hoa Kỳ thông qua năm 1990 yêu cầu Cơ quan Bảo vệ Môi trường Hoa Kỳ (EPA) ban hành một kế hoạch giảm thiểu ô nhiễm độc hại từ các nhà máy nhiệt điện than. Sau thời gian trì hoãn và kiện tụng, EPA hiện có thời hạn cuối cùng do tòa án áp đặt là ngày 16 tháng 3 năm 2011, để đưa ra báo cáo của mình.

#### Dầu mỏ

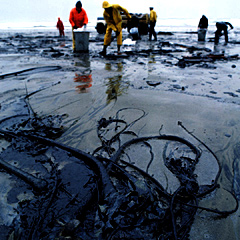
Một bãi biển sau sự cố tràn dầu.

Tác động môi trường của dầu mỏ thường là tiêu cực vì nó độc hại đối với hầu hết các môi trường sống. Khả năng biến đổi khí hậu luôn hiện diện như là hậu quả của sự tiêu thụ dầu mỏ. Dầu mỏ, thường được gọi là dầu, có liên quan chặt chẽ đến hầu như tất cả các khía cạnh của xã hội hiện nay, đặc biệt là để vận chuyển và sưởi ấm cho cả gia đình và các hoạt động thương mại.

#### Khí tự nhiên
Khí tự nhiên thường được mô tả là nhiên liệu hóa thạch sạch nhất, tạo ra ít cacbon dioxide trên mỗi jul so với than đá hoặc dầu, và ít chất ô nhiễm hơn nhiều so với các nhiên liệu hóa thạch khác.
Tuy nhiên, về cơ bản, nó vẫn đóng góp đáng kể vào lượng khí thải cacbon toàn cầu, và sự đóng góp này được dự báo sẽ tăng lên. Theo Báo cáo đánh giá lần thứ tư của IPCC, năm 2004 khí tự nhiên tạo ra khoảng 5.300 triệu tấn/năm phát thải CO2, trong khi than đá và dầu tạo ra lần lượt là 10.600 và 10.200, nhưng đến năm 2030, theo một phiên bản cập nhật của SRES B2, khí tự nhiên sẽ là nguồn cung cấp 11.000 triệu tấn/năm, với than đá và dầu tương ứng khi đó là 8.400 và 17.200 (Tổng lượng phát thải toàn cầu trong năm 2004 ước tính là hơn 27.200 triệu tấn).
Ngoài ra, bản thân khí tự nhiên là một loại khí gây hiệu ứng nhà kính mạnh hơn nhiều so với cacbon dioxide khi thải vào khí quyển nhưng lại được thải ra với một lượng nhỏ hơn.

### Sản xuất điện
Việc phát điện có một tác  động lớn đến môi trường vì xã hội hiện đại sử dụng một lượng lớn năng lượng điện. Năng lượng này thường được tạo ra tại các nhà máy điện để biến đổi một số dạng năng lượng khác thành điện năng. Mỗi hệ thống như vậy đều có những ưu điểm và nhược điểm, nhưng nhiều hệ thống trong đó gây ra những lo ngại về môi trường.
Tất cả các chu trình nhiệt (than, khí tự nhiên, hạt nhân, địa nhiệt và sinh khối) đều sử dụng nước làm chất lỏng làm mát để thúc đẩy các chu trình nhiệt động lực học cho phép khai thác điện từ nhiệt năng. Các nguồn năng lượng khác như gió và năng lượng mặt trời sử dụng nước để làm sạch thiết bị, trong khi thủy điện sử dụng nước bốc hơi từ các hồ chứa. Lượng nước sử dụng thường là mối quan tâm lớn đối với các hệ thống phát điện khi dân số gia tăng và hạn hán trở thành mối quan tâm.

### Hồ chứa
Tác động môi trường của các hồ chứa đang ngày càng được giám sát chặt chẽ hơn khi nhu cầu về nước và năng lượng trên thế giới tăng lên và số lượng và kích thước của các hồ chứa tăng lên. Đập và các hồ chứa nước có thể được sử dụng để cung cấp nước uống, sản xuất thủy điện, tăng lượng nước tưới tiêu, cung cấp các cơ hội giải trí và kiểm soát lũ lụt. Tuy nhiên, các tác động xấu đến môi trường và xã hội học cũng đã được xác định trong và sau nhiều công trình xây dựng hồ chứa. Liệu các dự án hồ chứa cuối cùng mang lại lợi ích hay bất lợi – đối với cả môi trường và dân cư xung quanh – đã được tranh luận từ những năm 1960 và có thể là rất lâu trước đó. Năm 1960, việc xây dựng Llyn Celyn và trận lụt ở Capel Celyn đã gây ra những xáo trộn chính trị tiếp tục cho đến ngày nay. Gần đây, việc xây dựng Đập Tam Hiệp và các dự án tương tự khác trên khắp châu Á, châu Phi và châu Mỹ Latinh đã tạo ra cuộc tranh luận đáng kể về môi trường và chính trị.

### Điện hạt nhân

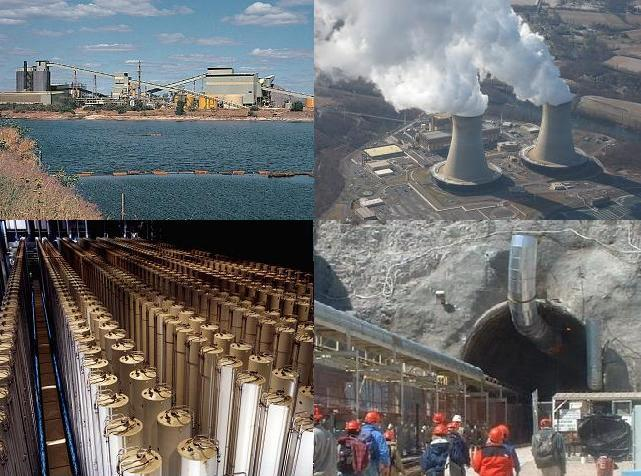
Các hoạt động điện hạt nhân liên quan đến môi trường; khai thác, làm giàu, tạo ra và xử lý địa chất.

Tác động môi trường của điện hạt nhân là kết quả của chu trình nhiên liệu hạt nhân, quá trình vận hành và các tác động của tai nạn hạt nhân.
Các rủi ro sức khỏe thông thường và phát thải khí nhà kính từ điện phân hạch hạt nhân nhỏ hơn nhiều so với các rủi ro liên quan đến than, dầu và khí đốt. Tuy nhiên, vẫn còn tiềm ẩn "rủi ro thảm họa" nếu việc ngăn chặn không thành công, mà các lò phản ứng hạt nhân có thể gây ra bởi các nhiên liệu quá nóng làm tan chảy và giải phóng một lượng lớn các sản phẩm phân hạch vào môi trường. Các chất thải phóng xạ tồn tại lâu nhất, bao gồm cả nhiên liệu hạt nhân đã qua sử dụng, phải được chứa và cách ly với con người và môi trường trong hàng trăm nghìn năm. Công chúng nhạy cảm với những rủi ro này và đã phản đối năng lượng hạt nhân nhiều lần. Bất chấp khả năng gây ra thảm họa này, ô nhiễm liên quan đến nhiên liệu hóa thạch thông thường vẫn nguy hại hơn đáng kể so với bất kỳ thảm họa hạt nhân nào trước đây.
Sự cố đảo Three Mile năm 1979 và thảm họa Chernobyl năm 1986, cùng với chi phí xây dựng cao, đã chấm dứt tốc độ phát triển nhanh chóng của công suất điện hạt nhân toàn cầu. Một vụ giải phóng vật liệu phóng xạ thảm khốc nữa xảy ra sau trận sóng thần Nhật Bản năm 2011 làm hư hại Nhà máy điện hạt nhân Fukushima I, dẫn đến các vụ nổ khí hydro và sự cố tan chảy một phần được phân loại là sự kiện Cấp 7. Việc phát tán phóng xạ quy mô lớn dẫn đến việc người dân phải sơ tán khỏi vùng loại trừ 20 km được thiết lập xung quanh nhà máy điện, tương tự như Vùng loại trừ Chernobyl bán kính 30 km vẫn có hiệu lực.

### Năng lượng gió

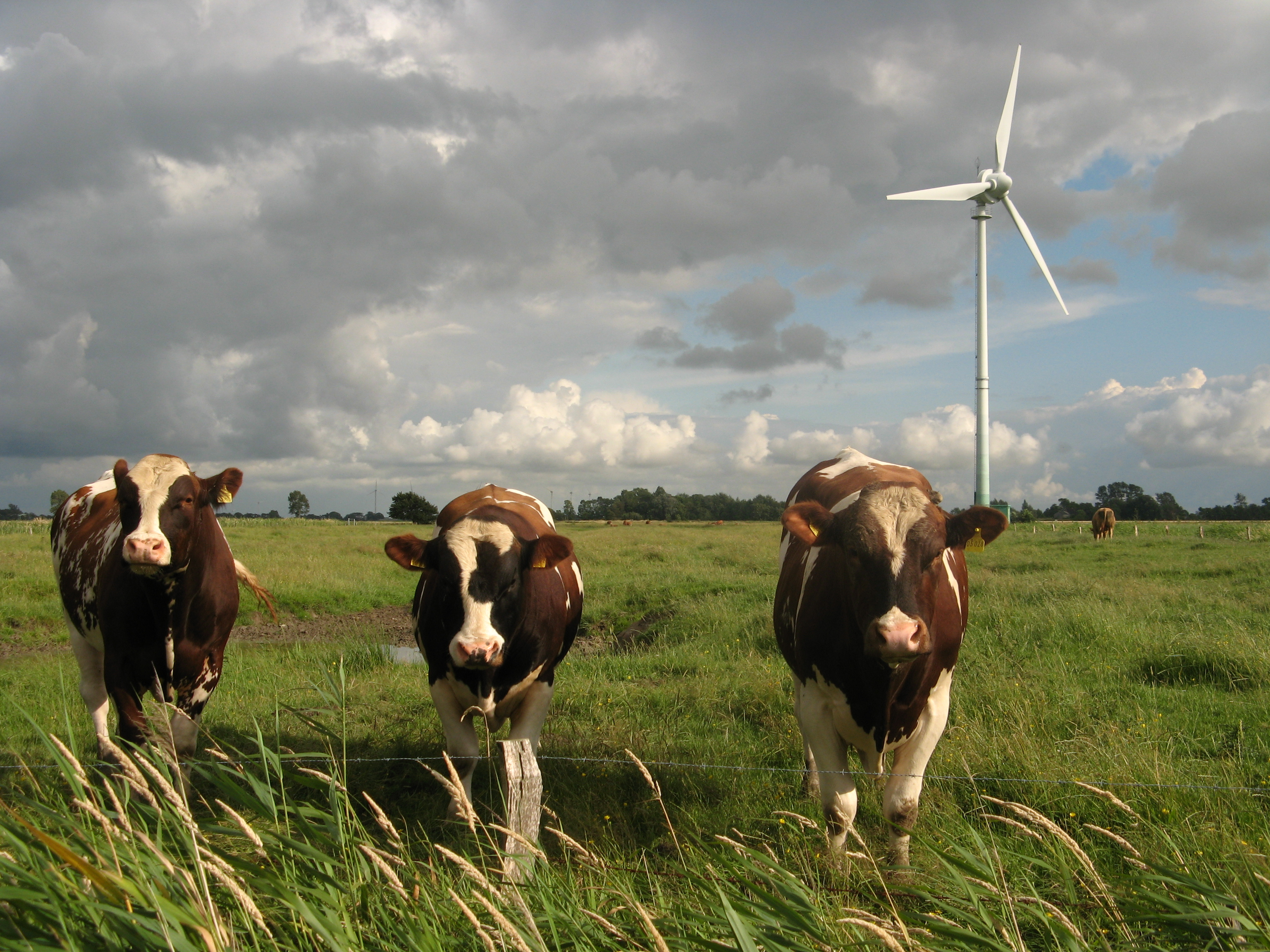
Chăn thả gia súc gần tuabin gió.

Tác động môi trường của năng lượng gió khi so sánh với tác động môi trường của nhiên liệu hóa thạch là tương đối nhỏ. Theo IPCC, trong các đánh giá về tiềm năng nóng lên toàn cầu trong vòng đời của các nguồn năng lượng, tuabin gió có giá trị trung bình từ 11 đến 12 gCO2eq/kWh tương ứng tùy thuộc vào việc các tuabin ngoài khơi hay trên bờ đang được đánh giá. So với các nguồn năng lượng cacbon thấp khác, tuabin gió có khả năng làm nóng lên toàn cầu thấp nhất trên một đơn vị năng lượng điện được tạo ra.
Mặc dù một trang trại điện gió có thể bao phủ một diện tích đất lớn, nhưng nhiều mục đích sử dụng đất như nông nghiệp đều tương thích với nó, vì chỉ có những diện tích nhỏ nơi đặt tua-bin và cơ sở hạ tầng là không có sẵn để sử dụng.
Có những báo cáo về tỷ lệ chết của chim và dơi tại các tua-bin gió cũng như xung quanh các công trình nhân tạo khác. Quy mô của tác động sinh thái có thể có hoặc có thể không đáng kể, tùy thuộc vào hoàn cảnh cụ thể. Ngăn ngừa và giảm thiểu tử vong của động vật hoang dã, và bảo vệ các bãi lầy than bùn, ảnh hưởng đến việc bố trí và hoạt động của các tuabin gió.
Có một số báo cáo phổ biến về ảnh hưởng sức khỏe tiêu cực từ tiếng ồn đối với những người sống rất gần các tuabin gió. Nghiên cứu được đánh giá ngang hàng thường không ủng hộ những tuyên bố này.
Các khía cạnh thẩm mỹ của tuabin gió dẫn đến những thay đổi của cảnh quan thị giác là đáng kể. Xung đột nảy sinh đặc biệt nhiều khi đụng đến các danh lam thắng cảnh và di sản được bảo vệ.
Dẫu vậy tác động của khai thác năng lượng gió tới hoàn lưu khí quyển là điều còn đang bỏ ngỏ, chưa được nghiên cứu. Khi bị khai thác thì năng lượng chuyển tải mây gió giảm dần theo thời gian, từ đó gây ra biến đổi phân bố mưa và tuyết. Quá trình như vậy, cùng với sự thay đổi do ấm lên toàn cầu, sẽ làm phân bố và kiểu mây, nhất là ở vùng cuối của gió. Điều này sẽ tác động ngược lại vào khí hậu, và sau hàng chục năm tích lũy mới hiện ra hệ quả.

### Điện mặt trời
Không giống như các công nghệ dựa trên nhiên liệu hóa thạch, năng lượng mặt trời không dẫn đến bất kỳ khí thải độc hại nào trong quá trình hoạt động, nhưng việc sản xuất các tấm pin dẫn đến một số lượng ô nhiễm.
Các vòng đời phát thải khí nhà kính năng lượng mặt trời là trong khoảng 22-46 g mỗi kilowatt-giờ (kWh), tương ứng tùy thuộc vào đó là quang điện nhiệt mặt trời hay quang điện mặt trời được đem phân tích. Cường độ phát thải trong vòng đời của thủy điện, điện gió và điện hạt nhân thấp hơn so với năng lượng mặt trời tính đến năm 2011 theo công bố của IPCC.
Điện mặt trời bao gồm các nhà máy có mức tiêu thụ nước trên một đơn vị điện thấp nhất (quang điện), cũng như các nhà máy điện có mức tiêu thụ nước cao nhất (tập trung điện mặt trời với hệ thống làm mát ướt). Thực tế, tập trung các nhà máy điện mặt trời với hệ thống làm mát ướt có cường độ tiêu thụ nước cao nhất so với bất kỳ loại nhà máy điện thông thường nào; chỉ các nhà máy sử dụng nhiên liệu hóa thạch có khả năng thu nhận và lưu trữ cacbon mới có cường độ tiêu thụ nước cao hơn.

### Điện địa nhiệt
Năng lượng địa nhiệt là nhiệt của Trái Đất, có thể được khai thác để sản xuất điện trong các nhà máy điện. Nước ấm được sản xuất từ nguồn địa nhiệt có thể được sử dụng cho công nghiệp, nông nghiệp, tắm và tẩy rửa. Ở những nơi có thể khai thác nguồn hơi nước dưới lòng đất, hơi nước được sử dụng để chạy tuabin hơi. Nguồn hơi nước địa nhiệt có tuổi thọ hữu hạn do nguồn nước dưới đất bị cạn kiệt. Các bố trí luân chuyển nước mặt qua các thành tạo đá để sản xuất nước nóng hoặc hơi nước, trên quy mô thời gian phù hợp với con người, có thể tái tạo được.
Trong khi một nhà máy điện địa nhiệt không đốt cháy bất kỳ nhiên liệu nào, nó vẫn sẽ có khí thải do các chất khác ngoài hơi nước bốc lên từ các giếng địa nhiệt. Chúng có thể bao gồm hydro sulfide và cacbon dioxide. Một số nguồn hơi nước địa nhiệt cuốn theo các khoáng chất không hòa tan phải được loại bỏ khỏi hơi nước trước khi nó được sử dụng để sản xuất; vật liệu này phải được xử lý đúng cách.

## Biện pháp giảm nhẹ các tác động tiêu cực

### Bảo tồn năng lượng
Bảo tồn năng lượng đề cập đến những nỗ lực nhằm giảm tiêu thụ năng lượng. Có thể đạt được tiết kiệm năng lượng thông qua việc tăng cường sử dụng năng lượng hiệu quả, cùng với việc giảm tiêu thụ năng lượng và/hoặc giảm tiêu thụ từ các nguồn năng lượng thông thường.
Tiết kiệm năng lượng có thể dẫn đến tăng vốn tài chính, chất lượng môi trường, an ninh quốc gia, an ninh cá nhân và sự thoải mái của con người. Các cá nhân và tổ chức mà là người tiêu dùng trực tiếp năng lượng chọn cách tiết kiệm năng lượng để giảm chi phí năng lượng và thúc đẩy sự ổn định kinh tế. Người sử dụng công nghiệp và thương mại có thể tăng hiệu quả sử dụng năng lượng để tối đa hóa lợi nhuận.
Sự gia tăng sử dụng năng lượng toàn cầu cũng có thể bị làm chậm lại bằng cách giải quyết sự gia tăng dân số, bằng cách sử dụng các biện pháp không ép buộc như cung cấp tốt hơn các dịch vụ kế hoạch hóa gia đình và trao quyền (giáo dục) cho phụ nữ ở các nước đang phát triển.

### Chính sách năng lượng
Chính sách năng lượng là cách thức mà một thực thể nhất định (thường là chính phủ) dùng để giải quyết các vấn đề phát triển năng lượng bao gồm sản xuất, phân phối và tiêu thụ năng lượng. Các thuộc tính của chính sách năng lượng có thể bao gồm luật pháp, các hiệp ước quốc tế, các biện pháp khuyến khích đầu tư, các hướng dẫn về tiết kiệm năng lượng, thuế và các kỹ thuật chính sách công khác.
Năng lượng là thành phần cốt lõi của các nền kinh tế hiện đại. Một nền kinh tế vận hành không chỉ đòi hỏi lao động và vốn mà còn cả năng lượng, cho các quá trình sản xuất, giao thông vận tải, thông tin liên lạc, nông nghiệp...